# Aulo Postumio Tuberto
Aulo Postumio Tuberto (Roma, ... – ...; fl. V secolo a.C.) è stato un militare romano del V secolo a.C., genero di Tito Quinzio Peno Cincinnato.

## Dittatura
Nel 431, durante il consolato di  Gneo Giulio Mentone e di Tito Quinzio Peno Cincinnato i Volsci e gli Equi attaccarono nuovamente i romani e si accamparono sul Monte Algido. Il senato, temendo il disaccordo tra i due consoli, decise affidare la campagna militare ad un dittatore, la cui scelta fu affidata a Peno Cincinnato, che scelse Aulo Postumio Tuberto, suo genero, che aveva fama di comandante severo e risoluto.
Postumio, dopo aver nominato Lucio Giulio Iullo Magister equitum,  affidò la difesa della città a Gneo Giulio, ed il comando di uno dei due eserciti romani a Peno Cincinnato; così disposti i romani mossero contro i nemici sconfiggendoli sonoramente.
(Tito Livio,Ab Urbe condita, IV, 2, 29)